# Vladimir Kaspé
Vladimir Kaspé (Harbin, Manchuria, 3 de mayo de 1910 - Ciudad de México, 7 de octubre de 1996) fue un arquitecto
chino de origen ruso, nacionalizado mexicano. Estudió en la École des Beaux-Arts de París, donde conoció a Mario Pani Darqui, quien lo invitó a trabajar en México. Emigró a México en 1942, nacionalizándose en 1946. En un principio fue jefe de redacción de la revista Arquitectura/México, cargo que ocupó de 1942 a 1950.
Entre sus principales obras arquitectónicas se encuentra el Súper Servicio Lomas —demolido en 2011 para dar paso, primeramente, a la Torre Bicentenario y posteriormente a un edificio de 35 pisos—, el Liceo Franco Mexicano, el Centro Deportivo Israelita, las oficinas centrales de Supermercados S.A., la casa habitación en la esquina de Dakota y Nueva Jersey en la emblemática Colonia Nápoles, los laboratorios del Grupo Roussel y el nodo de servicios del Conjunto Habitacional El Rosario, todos ellos en la Ciudad de México.

## Biografía

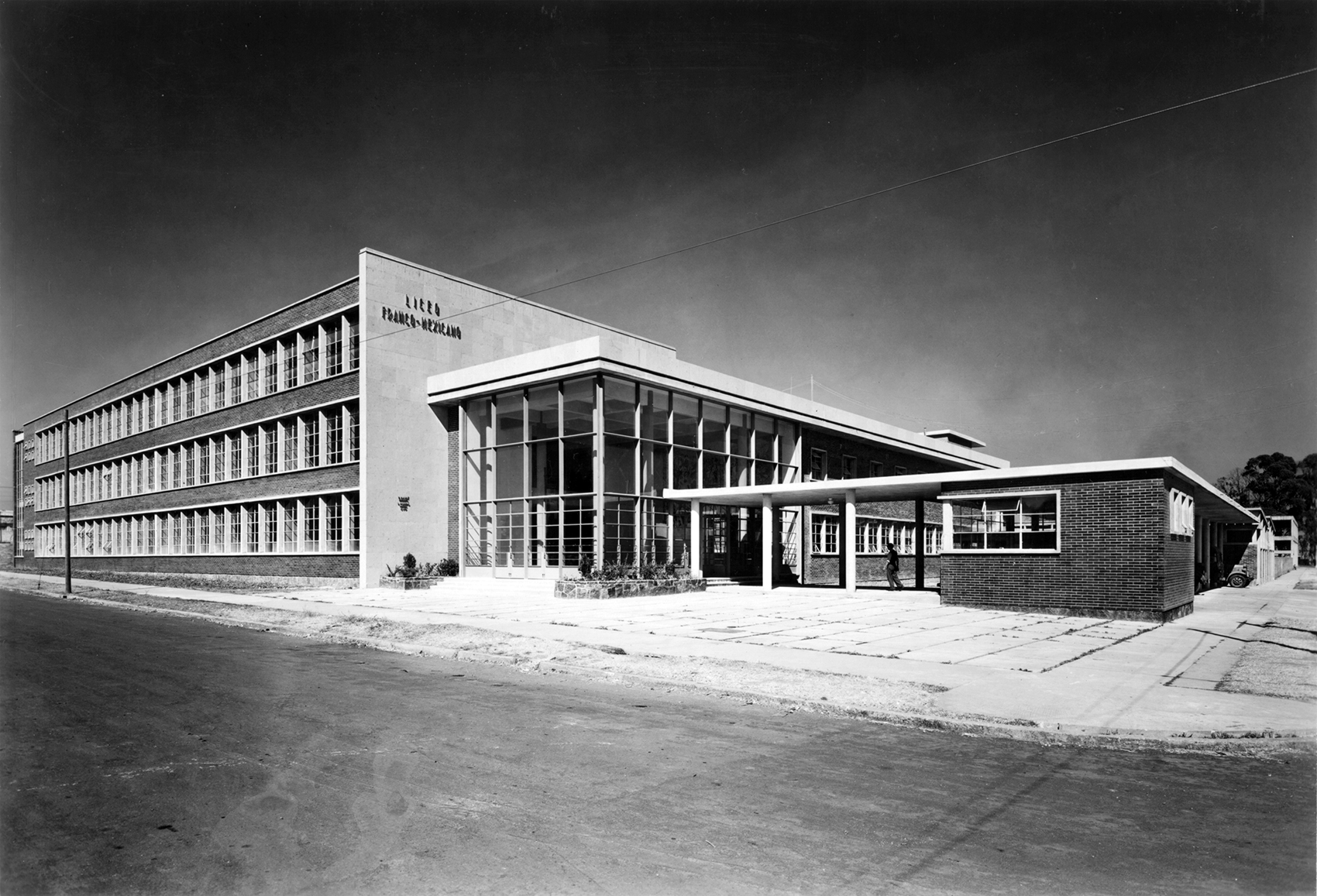
Liceo Franco Mexicano (Ciudad de México, 1958)

Vladimir Kaspé fue hijo de un militar y orfebre casado con una mujer muy sensible al arte. Viajó en su infancia a Shanghái y a San Petersburgo. A los 16 años es enviado junto con su hermano a París. Ingresó a la “École des Beaux-Arts”, al Taller de Georges Gromort, donde es compañero de Mario Pani Darqui. Al egresar de la École des Beaux-Arts, se convirtió en uno de los más sobresalientes exalumnos, por lo que recibió la gran medalla de la Sociedad de Arquitectos, del gobierno francés en 1939.
Con el mismo Georges Gromort (1870-1961), realiza una especie de posgrado, durante 4 años, sin embargo, suspende sus estudios para reclutarse en el ejército francés. Al iniciar la Segunda Guerra Mundial, se casa con Masha Schapiro y fue invitado por Mario Pani Darqui a emigrar a México, donde se encarga de la dirección editorial de la revista Arquitectura/México que dirigía Mario Pani, donde colaboró hasta 1949.
Llegó a México en mayo de 1942. Es invitado en 1943, por el arquitecto José Villagrán García a colaborar como maestro de la Escuela Nacional de Arquitectura de la UNAM y es, según palabras de José Luis Benlliure, el curso de “Teoría de la composición” el que le gana fama y reconocimiento.
En 1945 diseñó el acceso al nuevo Panteón Francés de Tacuba. Revalidó sus estudios, obteniendo el título profesional el 24 de octubre de 1946. En 1948 construyó la secundaria Albert Einstein en la calzada México-Tacuba
Recibió las Palmas Académicas del gobierno francés, en 1957. Kaspé fue profesor en la Universidad Nacional Autónoma de México (UNAM), la Universidad Iberoamericana y la Universidad La Salle; miembro emérito del Cam-Sam en 1980. Incansable crítico de arte, colaboró con numerosos organismos, dedicando los últimos años de su vida a la docencia, y a cultivar su amor por la lectura, el arte y la música, como pianista casi profesional.
Falleció a los 86 años, el 7 de octubre de 1996, en la Ciudad de México.